# Coquillettia amoena
Coquillettia amoena är en insektsart som först beskrevs av Philip Reese Uhler 1877.  Coquillettia amoena ingår i släktet Coquillettia och familjen ängsskinnbaggar. Inga underarter finns listade i Catalogue of Life.